# 国際天文基準座標系
国際天文準拠系（こくさいてんもんじゅんきょけい、英語: International Celestial Reference System; ICRS）、国際天文基準座標系（こくさいてんもんきじゅんざひょうけい、英語: International Celestial Reference Frame; ICRF）は、国際天文学連合 (IAU) により採用された現行の標準天球座標系である。
国際天文学連合 (IAU) では座標系を規定する概念や考え方を準拠系（英: Reference System）といい、観測の結果によりそれを実現したもの基準座標系（英: Reference Frame）というように区別しており、日本天文学会はこれに準って日本語表記を区別しているが、測地学など他の関連分野の日本語では区別せずに座標系と表記することがある。天球座標系についても英語表記はもちろん日本天文学会など天文学の分野では日本語表記を明確に区別しているが、測地学など他の関連分野の日本語ではどちらも「国際天文基準座標系」と表記することもある。

## 国際天文準拠系 (ICRS)
国際天文準拠系 (ICRS) の原点は太陽系の共通重心であり、座標軸は空間に関して「固定」されることを意図している。国際天文準拠系 (ICRS) 座標は、赤道座標とほぼ同じである。元期J2000.0での国際天文準拠系 (ICRS) の平均位置による極は、12時の方向へ17.3±0.2ミリ秒、18時の方向へ5.1±0.2ミリ秒にある。J2000.0の平均分点への変換は、国際天文準拠系 (ICRS) での赤経を78±10ミリ秒、天の極を中心に回転させる。
国際天文準拠系 (ICRS) は、天球全体に分布している何百もの銀河系外の電波源（主としてクエーサー）を基にしている。それらは遠く離れているので、現在の技術では静止して見えるが、VLBIによる正確な位置測定が可能である。ほとんどの電波源の位置は、0.001秒またはそれ以上の精度で測定されており、これは最良の光学的測定値よりも正確である。

## 国際天文基準座標系 (ICRF)
国際天文基準座標系 (ICRF) は、太陽系の共通重心を中心とした準慣性系である。国際天文基準座標系 (ICRF) は現在、惑星（地球を含む）やその他の天体の位置を定義するために使用される標準座標系である。1998年1月1日以来、国際天文学連合 (IAU) に採用されている。現在の最新の国際天文基準座標系 (ICRF) はICRF3である。

### ICRF1
ICRF1は、212個の銀河外の電波源（主としてクエーサー）の測位位置によって定義される。一般相対性理論によれば、重力体の周りに真の慣性系は存在しないが、国際天文基準座標系 (ICRF) を定義するために使用された銀河系外の電波源が遠く離れているため、測定可能な角運動を全く示さないので、国際天文基準座標系 (ICRF) は重要である。国際天文基準座標系 (ICRF) のノイズフロアは約250マイクロ秒(µas)、軸安定性は約20µasである。これは、それ以前の第5基本星表(FK5)よりもある程度向上している。
また、国際天文基準座標系 (ICRF) には、396個の追加の定義外の電波源が参照用に含まれている。これらの電波源の位置は、星表の後の拡張で調整されている。
位置天文学では、基準座標系は準拠系の実現であり、つまり基準座標系はデータポイントの報告された座標である。国際天文基準座標系 (ICRF) は国際天文準拠系 (ICRS) の実現であり、第5基本星表 (FK5) のJ2000.0系の方向性と、後者の（より低い）精度に一致する。

### ICRF2
2009年に、更新された基準座標系 ICRF2が作成された。ICRF2は、295個のコンパクトな電波源（そのうち97個はICRF1の定義でも使われる）の位置によって定義される。定義外の電波源を含めて、VLBIを用いて測定された3414個の電波源を含む。ICRF2は約40µasのノイズフロアと約10µasの軸安定性を備えている。ICRF2の維持は、特に良好な位置安定性と曖昧でない空間構造を持つ295個の電波源によってなされる。元々の国際天文基準座標系 (ICRF) は、現在はICRF1と呼ばれている。

### ICRF3
ICRF3は国際天文基準座標系 (ICRF) の3番目の主要な改訂版であり、2018年8月に国際天文学連合 (IAU) によって採用され、2019年1月1日に発効した。モデリングには、太陽系の銀河系中心の加速度の効果が組み込まれている。これは、ICRF2にはなかった新しい基準である。ICRF3には、4536個の銀河系外天体の位置が含まれている。これらのうち303個は、ソースを定義するものとして識別されています。また、ICRF3は南の空の定義ソースの数を増やしている。